# Maïszetmeel

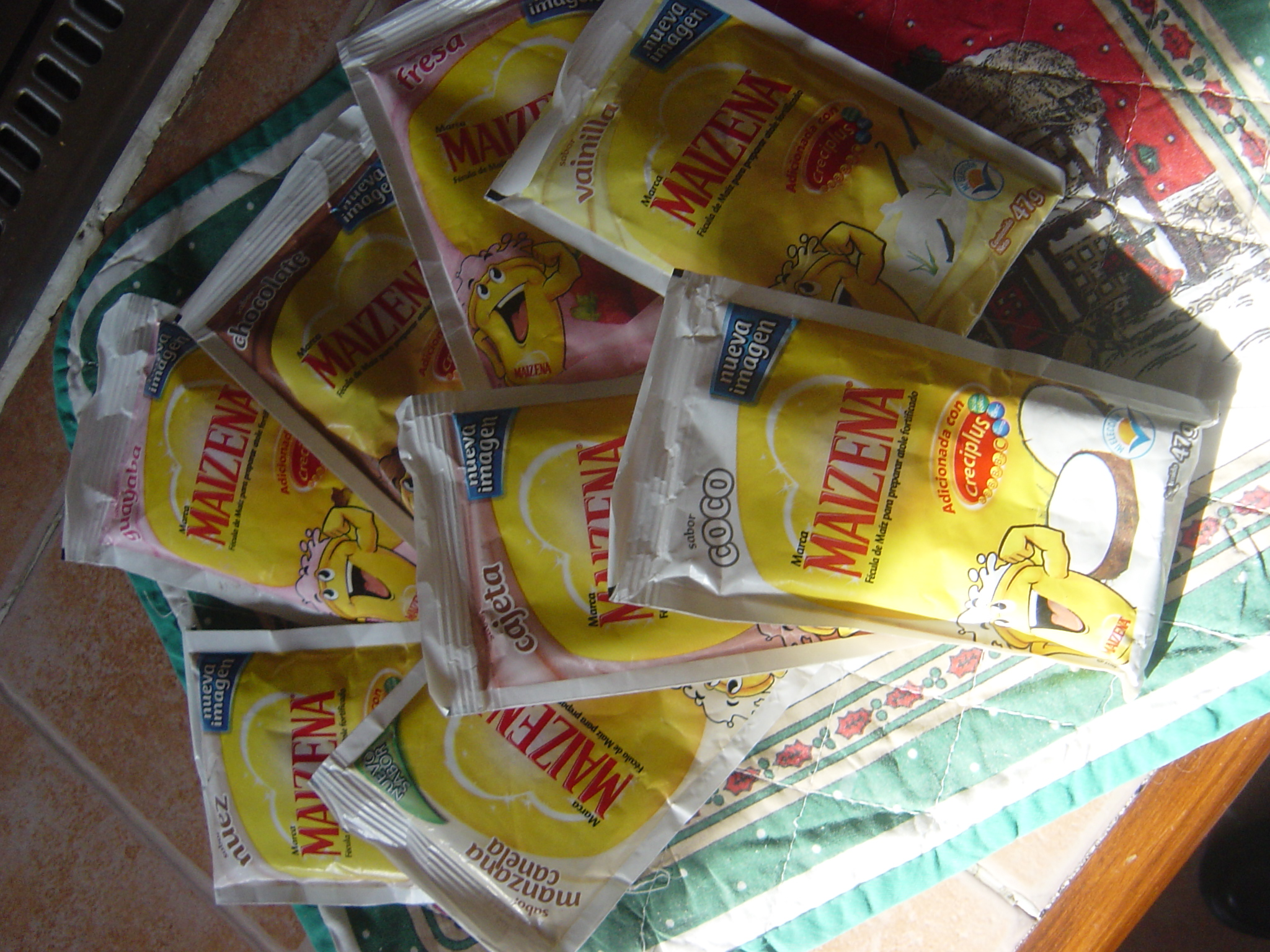
Pakjes Maizena

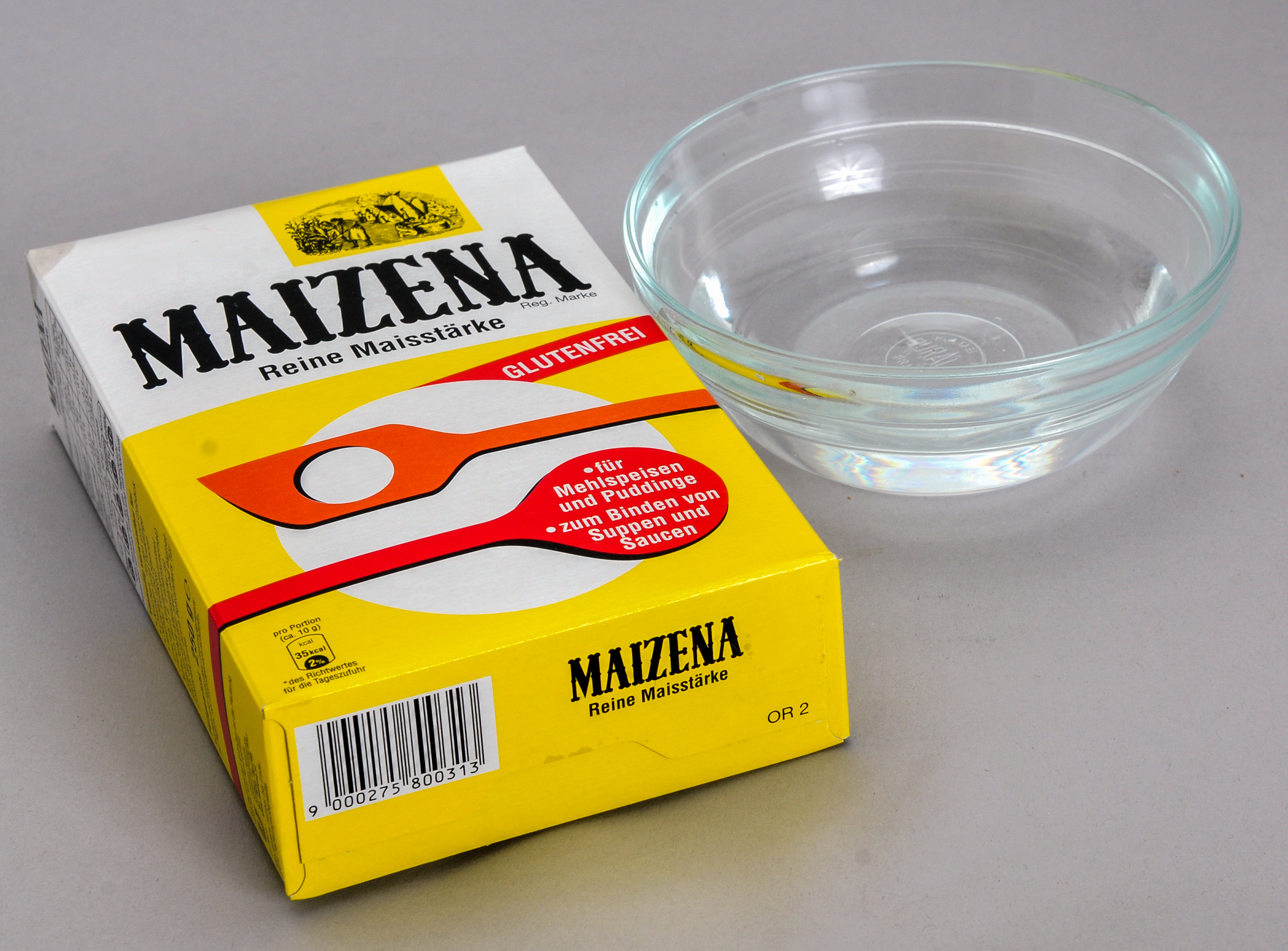
Maizena in een kartonnen verpakking

Maïszetmeel (ook bekend onder de handelsnaam Maizena) wordt in de keuken als bindmiddel gebruikt. Zetmeel heeft als eigenschap op te zwellen en water te binden als het in water wordt gesuspendeerd en vervolgens wordt gekookt. Hiermee kunnen van origine waterige voedselproducten (bijvoorbeeld sauzen) worden gebonden tot een dikkere massa.

## Geschiedenis
De merknaam Maizena werd in 1862 in de Verenigde Staten ingevoerd door de gebroeders Duryea. Een jaar later was het product al op de Nederlandse markt te verkrijgen. Het werd onder meer aanbevolen voor zwakken en maaglijdenden. Het merk Maizena maakt tegenwoordig deel uit van Best Foods, onderdeel van Unilever.
In 1915 werd in Nederland de maïszetmeel in drie fabrieken geproduceerd: Honig te Koog aan de Zaan, Stijfselfabriek Hollandia te Nijmegen en Stijfsel- en Glucosefabriek Sas van Gent.

## Productie
Zoals de naam al aangeeft, wordt dit type zetmeel gewonnen uit maïs waarvoor meestal een gele Amerikaanse variant wordt gebruikt. De maïskorrel is niet alleen rijk aan zetmeel, maar ook aan maïsolie en eiwit. Om de diverse componenten van elkaar te kunnen scheiden wordt de maïs eerst gewassen en gedurende enkele etmalen geweekt in een oplossing van zwaveldioxide (concentratie circa 1000 - 2000 ppm). Na dit proces is de korrel zacht geworden en kan de olierijke kiem mechanisch van de maïskorrel worden gescheiden. De maïsolie wordt met behulp van persen aan de kiem onttrokken. Met behulp van extractie worden de laatste resten olie aan de kiemen onttrokken.
Het vrijgekomen zetmeel is nu nog verre van zuiver: het is (naast te hoge concentraties aan zwaveldioxide) ook rijk aan eiwitten. Het wassen van de suspensie brengt het gehalte aan zwaveldioxide terug naar een veilige waarde. De eiwitten, die de maïs zijn typische gele kleur geven, worden vervolgens met behulp van centrifuges van het zetmeel gescheiden. Hiermee bereikt de fabrikant twee dingen; de maizena krijgt geen ongewenste gele kleur en het eiwit (handelsnaam; aleuronaat) kan apart worden verkocht aan de diervoederindustrie.
Tijdens de laatste stappen van het productieproces wordt het water aan de zetmeelsuspensie onttrokken en wordt het natief maïszetmeel gedroogd of afhankelijk van de toepassing verder bewerkt tot derivaten zoals glucosestroop, gemodificeerd zetmeel.

## Fysieke eigenschappen
Het maizenapapje is bekend als een vloeistof die zich afwijkend gedraagt vergeleken met veel andere vloeistoffen. Het papje is vloeibaar, maar zodra er druk op wordt uitgeoefend, wordt de vloeistof stijf.